# Комотини
Комотини (грч. Κομοτηνή, тур. Gümülcine, буг. Гюмюрджина) је главни град округа Родопи, на у источном делу периферије Источна Македонија и Тракија. Град Комотини је и управно средиште периферије Источна Македонија и Тракија, али није највећи и најважнији град (то је Кавала).

## Природну услови
Комотини се налази у средишњем делу грчке Тракије, на месту где Тракијска равница прелази у брдско подручје на северу. Надморска висина града је 32-38 m. Северно од града пружа се приморски део планинског ланца Родопи. Јужно од града пружа се равница до не тако удаљеног Егејског мора (око 20 km). Клима у граду је измењено средоземна, са топлим летима и хладним зимама.
Близу Комотинија је Порто Лаго (34 km према југозападу). Порто Лаго се налази на узаном појасу земље између Вистони залива и лагуне Вистони. Његово подручје познато је по разним врстама птица, риба и јегуља.

## Историја
У околини града Комотини откривени остаци праисторијских људи, вероватно Трачана. Током римског времена ово подручје је знатно напредовало, пре свега захваљујући добром положају на путу Игњација. На крају овог раздобља долази до провале варвара на ово подручје, па млада византијска држава је од града прави знатно утврђење, које је и данас сачувано изнад савременог града, на месту ког се постепено образовано градско насеље. Назив Комотини у облику "Koumoutsinas" се први пут помиње почетком 14. века.
Крајем 14. века. подручје Комотинија су заузеле Османлије. Удео Грка је брзо опадао у следећим вековима, па муслимани постају све већа месна скупина. Такође, дошло је до насељавања нових етноса, попут Турака, Јермена, Јевреја и Бугара. Град је у ово време брзо напредовао као важна станица од престонице Цариграда ка западу. Током 18. и 19. века десио се развој пољопривреде, углавном узгајања дувана, а у вези са тим и становништва, највише муслиманског.
Током 20. века у подручју Ксантија десиле су се знатне промене. 1912. Првим балканским ратом дотад турско подручје постаје део савремене Бугарске, али је после Првог светског рата град враћен Грчкој. После тога, услед Грчко-турског рата 1922-23. године, дошло је до мањег исељавања Турака и осталих муслимана и досељавања Грка из Мале Азије. У раздобљу после Другог светског рата дошло је до осавремењава града, што је довело до његовог раста.

## Градске знаменитости
Комотини је познат по добро очуваној балканској архитектури у оквиру старог градског језгра. Поред осталих знаменитости град има и неколико интересантних музеја (археолошки, народне уметности и византијски музеј црквене уметности).

## Становништво
| 2011.  |
| ------ |
| 66.919 |

Становништво града је подељено на Грке (скоро 1/2) и муслиманску мањину у Грчкој (скоро 1/2), која је опстала у Тракији. Остатак чине Роми и Јермени. Већина месних муслимана се сматра Турцима. Многи Грци воде порекло од избеглица из Мале Азије, а у новије време овде су насељени и грчке избеглице са простора бившег Совјетског Савеза.